# Lista odcinków serialu anime Mob Psycho 100

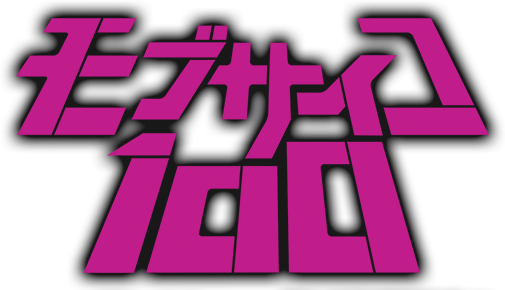
Logo serii

Artykuł zawiera listę wszystkich wyemitowanych odcinków telewizyjnego serialu anime Mob Psycho 100, wyprodukowanego na podstawie mangi autorstwa ONE przez studio Bones. Seria była emitowana od 12 lipca do 27 września 2016 na antenie Tokyo MX.
Drugi sezon był nadawany od 7 stycznia do 1 kwietnia 2019.
Sezon trzeci został zapowiedziany w październiku 2021. Jego emisja rozpoczęła się 6 października i zakończyła 22 grudnia 2022.
W Polsce anime dostępne jest za pośrednictwem serwisu Canal+ online.

## Przegląd serii
| Sezon | Sezon | Odcinki | Premiera serii      | Finał serii      |
| ----- | ----- | ------- | ------------------- | ---------------- |
|       | 1     | 12      | 12 lipca 2016       | 27 września 2016 |
|       | 2     | 13      | 7 stycznia 2019     | 1 kwietnia 2019  |
|       | 3     | 12      | 6 października 2022 | 22 grudnia 2022  |

## Lista odcinków

### Sezon 1 (2016)
| №  | #  | Tytuł | Premiera         |
| -- | -- | --- | ---------------- |
| 1  | 1  | Samozwańcze medium. Reigen Arataka i Mob Jishō reinōryokusha: Reigen Arataka ~to Mob~ (自称霊能力者・霊幻新隆～とモブ～)      | 12 lipca 2016    |
| 2  | 2  | Rozterki młodości. Wejście klubu telepatów Aoi haru no gimon ~Nōkan denpa-bu tōjō~ (青い春の疑問～脳感電波部登場～)           | 19 lipca 2016    |
| 3  | 3  | Zaproszenie na spotkanie. Chcę być lubiany Tsudoi e no sasoi ~Kantan ni iu to motetai~ (集いへの誘い～簡単に言うとモテたい～) | 26 lipca 2016    |
| 4  | 4  | Impreza tylko dla durniów. Klan Baka onrī ibento ~Dōrui~ (馬鹿オンリーイベント～同類～)                                       | 2 sierpnia 2016  |
| 5  | 5  | Poległy wojownik. Nadludzkie moce i ja Ochimusha ~Chōnōryoku to boku~ (OCHIMUSHA～超能力と僕～)                               | 9 sierpnia 2016  |
| 6  | 6  | Konflikt. Jak zostać medium? Fuchōwa ~Naru tame ni~ (不調和～成るために～)                                                    | 16 sierpnia 2016 |
| 7  | 7  | Egzaltacja. Poniosłem stratę Kōyō ~Sōshitsu o teniireta~ (昂揚～喪失を手に入れた～)                                           | 23 sierpnia 2016 |
| 8  | 8  | Pokłon starszego brata. Destrukcja Ani peko ~Hakai ishi~ (兄ペコ～破壊意思～)                                                 | 30 sierpnia 2016 |
| 9  | 9  | Claw. Siódmy oddział „Tsume” ~Dai nana shibu~ ("爪"～第７支部～)                                                              | 6 września 2016  |
| 10 | 10 | Ohydna aura. Manipulator Kyoaku no ōra ~Kuromaku~ (巨悪のオーラ～黒幕～)                                                      | 13 września 2016 |
| 11 | 11 | Mistrz. Dowódca Shishō ~Rīdā~ (師匠 ~Leader~)                                                                                 | 20 września 2016 |
| 12 | 12 | Mob i Reigen. Wielki tsuchinoko Mob to Reigen ~Kyodai tsuchinoko genru no maki~ (モブと霊幻～巨大ツチノコ現るの巻～)          | 27 września 2016 |

### Sezon 2 (2019)
| №  | #  | Tytuł                                                                                      | Premiera         |
| -- | -- | ------------------------------------------------------------------------------------------ | ---------------- |
| 13 | 1  | Rozdarty. Ktoś patrzy Biribiri ~Darekaga mite iru~ (ビリビリ ～誰かが見ている～)           | 7 stycznia 2019  |
| 14 | 2  | Legendy miejskie. Krążą plotki Toshi densetsu ~Uwasa to no sōgū~ (都市伝説 〜噂との遭遇〜) | 14 stycznia 2019 |
| 15 | 3  | Kolejne zagrożenia. Degeneracja Kasaneru kiken ~Henshitsu~ (重ねる危険 ～変質～)           | 21 stycznia 2019 |
| 16 | 4  | Wewnątrz. Zły duch Nakami ~Akuryō~ (中身 ～悪霊～)                                         | 28 stycznia 2019 |
| 17 | 5  | Niezgoda. Wybory Fuwa ~Sentaku~ (不和 ～選択～)                                            | 4 lutego 2019    |
| 18 | 6  | Biedny, samotny Whitey Kodokuna Howaitī (孤独なホワイティー)                               | 11 lutego 2019   |
| 19 | 7  | Kozi róg. Prawdziwa tożsamość Oikomi ~Shōtai~ (追い込み ～正体～)                          | 18 lutego 2019   |
| 20 | 8  | W każdych okolicznościach. Wciąż naprzód Soredemo ~Mae e~ (それでも ～前へ～)              | 25 lutego 2019   |
| 21 | 9  | Pokaż, co potrafisz. Zbiórka drużyny Misete miro ~Shūgō~ (見せてみろ ～集合～)             | 4 marca 2019     |
| 22 | 10 | Starcie. Typy mocy Shōtotsu ~Pawā-kei~ (衝突 ～パワー系～)                                 | 11 marca 2019    |
| 23 | 11 | Przewodnictwo. Czujnik psychiczny Shidō ~Kanchi nōryoku-sha~ (指導 ～感知能力者～)         | 18 marca 2019    |
| 24 | 12 | Bitwa o resocjalizację. Przyjaźń Shakaifukki-sen ~Yūjō~ (社会復帰戦 ～友情～)              | 25 marca 2019    |
| 25 | 13 | Walka z szefem. Końcowe światło Bosu-sen ~Saigo no hikari~ (ボス戦 ～最後の光～)           | 1 kwietnia 2019  |

### Sezon 3 (2022)
| №  | #  | Tytuł                                                                                                  | Premiera             |
| -- | -- | --- | -------------------- |
| 26 | 1  | Shōrai ~Shinro kibō~ (将来 ～進路希望～)                                                               | 6 października 2022  |
| 27 | 2  | Yōkai hantā Amakusa Haruaki tōjō! ~Hyakki no kyōi!!~ (妖怪ハンター・天草晴明登場！ ～百鬼の脅威！！～) | 13 października 2022 |
| 28 | 3  | Chōshininoru ~Hyaku pāsento~ (調子に乗る ～100%～)                                                     | 20 października 2022 |
| 29 | 4  | Shinju ichi ~Kyōso tōjō~ (神樹① ～教祖登場～)                                                          | 27 października 2022 |
| 30 | 5  | Shinju ni ~Pīsu~ (神樹② ～ピース～)                                                                    | 3 listopada 2022     |
| 31 | 6  | Shinju san ~Ekubo wa~ (神樹③ ～エクボは～)                                                             | 10 listopada 2022    |
| 32 | 7  | Tsūshinchū ichi ~Fuyuyasumi~ (通信中① ～冬休み～)                                                      | 17 listopada 2022    |
| 33 | 8  | Tsūshinchū ni ~Michi to no sōgū~ (通信中② ～未知との遭遇～)                                            | 24 listopada 2022    |
| 34 | 9  | Mobu ichi ~Hikkoshi~ (モブ① ～引っ越し～)                                                              | 1 grudnia 2022       |
| 35 | 10 | Mobu ni ~Raibaru~ (モブ② ～ライバル～)                                                                 | 8 grudnia 2022       |
| 36 | 11 | Mobu san ~Torauma~ (モブ③ ～トラウマ～)                                                                | 15 grudnia 2022      |
| 37 | 12 | Kokuhaku ~Kore kara~ (告白 ～これから～)                                                               | 22 grudnia 2022      |

### OVA
| № | Tytuł | Premiera         |
| - | --- | ---------------- |
| 1 | Mob Psycho 100 Reigen ~Shirarezaru kiseki no reinōryokusha~ (モブサイコ100 REIGEN ~知られざる奇跡の霊能力者~)                                           | 18 marca 2018    |
| 2 | Mob Psycho 100: Dai ikkai rei toka sōdansho ian ryokō ~Kokoro mitasu iyashi no tabi~ (モブサイコ100 第一回霊とか相談所慰安旅行~ココロ満たす癒やしの旅~) | 25 września 2019 |